# Fiumara
Cet article concerne la commune italienne. Pour les autres lieux portant ce nom, voir Fiumara (homonymie).
Fiumara est une commune italienne de la province de Reggio de Calabre, dans la région Calabre.

## Administration
| Période                                  | Période | Identité | Étiquette | Qualité |
| ---------------------------------------- | ------- | -------- | --------- | ------- |
|                                          |         |          |           |         |
| Les données manquantes sont à compléter. |         |          |           |         |

### Communes limitrophes
Calanna, Campo Calabro, San Roberto, Scilla, Villa San Giovanni.